# Saint-Sulpice-le-Guérétois
 Saint-Sulpice-le-Guérétois  là một xã thuộc tỉnh Creuse trong vùng Nouvelle-Aquitaine miền trung nước Pháp.